# Фёрстер, Фриц
Фриц Фёрстер (нем. Fritz Foerster; 22 февраля 1866, Зелёна-Гура, Польша — 14 сентября 1931, Дрезден, Германия) — немецкий химик и преподаватель, в период с 1917/18 год был ректором Дрезденского технического университета.

## Биография
Фридрих (Фриц) Иеремия Сигизмунд Карл Фёрстер родился 22 февраля 1866 года. Проявлял интерес к химии с детства. Однажды, во время проведения химических экспериментов, сильно повредил глаз. Поступил в Берлинский технический университет, где его учителями были физик Герман фон Гельмгольц и химик Август Вильгельм фон Хофманн. В 1894 году профессор Фёрстер преподает в Берлинском техническом университете, читая лекции по неорганической химии. В 1895 году по приглашению Вальтера Хемпеля прибыл в Дрезден. Начал работу ассистентом в институте неорганической химии при Дрезденском техническом университете. Спустя некоторое время в качестве экстраординарного профессора начал читать лекции по электрохимии, физической химии и электрометаллургии как экстраординарный профессор. В 1900 году он возглавил кафедру физики и электрохимии. В 1905 году Фёрстер написал учебник «Электрохимия водных растворов». Изучение электролитического осаждения и растворения металлов было ключевым предметом его исследований. Он создал основы для улучшения гальванопокрытия и электрорафинирования и вскоре его лаборатория стала первым центром электрохимических исследований в Германии. В 1912 году он стал членом Саксонского общества наук в Лейпциге, а в 1913 году почетным доктором Штутгартского технического университета. С 1917 года Фёрстер работал в составе консультативного совета на государственных металлургических заводах в Фрайберге. В период с 1917 по 1918 год занимал должность ректора Дрезденского технического университета.

## Работы
- Die elektronische Praxis (1900/01)
- Elektrochemie wässriger Lösungen (1905)
- Beiträge zur Kenntnis des elektrochemischen Verhaltens des Eisens (1909)